# Tribunal Superior de Justicia de Inglaterra y Gales
El Tribunal Superior de Justicia de Inglaterra y Gales (en inglés: High Court of Justice), junto con el Tribunal de Apelación y el Tribunal de la Corona, son los tribunales superiores de Inglaterra y Gales. Tiene su sede en los Reales Tribunales de Justicia, ubicados en el Strand, en Westminster, Londres, capital del Reino Unido.
El Tribunal Superior se ocupa en primera instancia de todos los casos de gran valor y de gran importancia, y también tiene jurisdicción de supervisión sobre todos los juzgados y tribunales subordinados, con algunas excepciones estatutarias.
Consta de tres divisiones: la Queen's Bench Division, la Chancery Division y la Family Division. Sus jurisdicciones se superponen en algunos casos y los casos iniciados en una división pueden ser transferidos por orden judicial a otra cuando proceda. Las diferencias de procedimiento y práctica entre las divisiones son en parte históricas, derivadas de los tribunales separados que se fusionaron en el único Tribunal Superior mediante las leyes de la judicatura del siglo XIX, pero se deben principalmente a la naturaleza habitual de su labor; por ejemplo, las pruebas de hecho contradictorias suelen presentarse en persona en la Queen's Bench Division, pero las pruebas mediante declaración jurada son más habituales en la Chancery Division, que se ocupa principalmente de cuestiones de derecho.
La mayoría de las actuaciones del Tribunal Superior son vistas por un solo juez, pero ciertos tipos de procedimientos, especialmente en la Queen's Bench Division, se asignan a un tribunal de división, una sala de dos o más jueces. Excepcionalmente, el tribunal puede sentarse con un jurado, pero en la práctica normalmente solo en casos de difamación o en casos contra la policía. Los litigantes normalmente son representados por un abogado, pero pueden ser representados por solicitors calificados para tener derecho de audiencia, o pueden actuar en persona.
En principio, el Tribunal Superior está obligado por sus propias decisiones previas, pero hay autoridades en conflicto en cuanto a la medida en que esto es así. La apelación de las sentencias del Tribunal Superior en asuntos civiles normalmente recae en el Tribunal de Apelación, y de ahí en casos de importancia al Tribunal Supremo del Reino Unido (hasta 2009, era la Cámara de los Lores, pues no existía el Tribunal Supremo); en algunos casos se puede hacer una apelación directamente al Tribunal Supremo. En los asuntos penales, las apelaciones a sentencias del Queen's Bench Division se hacen directamente al Tribunal Supremo.
Tiene registros de distrito en toda Inglaterra y Gales y casi todos los procedimientos de la Corte Suprema pueden ser emitidos y escuchados en un registro de distrito.